# كانتيلوكس
كانتيلوكس (بالفرنسية: Canteleux)‏ هي بلدية تقع في إقليم باد كاليه من منطقة نور با دو كاليه في شمال فرنسا. تبلغ مساحة هذه المدينة 3.4 (كم²)، وترتفع عن سطح البحر 147 م، يبلغ عدد سكانها 17 نسمة حسب إحصاء المعهد الوطني للإحصاء والدراسات الاقتصادية سنة 2009 م. وترأس Michel Bartier البلدية خلال فترة (2008-2014).